# Abarema adenophora
Abarema adenophora és una espècie de llegum del gènere Abarema de la família Fabaceae.